# 闇の魔法学校 (ナオミ・ノヴィクの小説)
『闇の魔法学校』（やみのまほうがっこう、A Deadly Education）は、アメリカの作家ナオミ・ノヴィクによる2020年のファンタジー小説。物語はウェールズ人とインド人の間に生まれた魔法使いのガラドリエル・”エル”・ヒギンズが、ショロマンツァの伝説に大まかにインスパイアされた魔法学校スコロマンス（ショロマンツァの英語読み）で自らの破壊的な魔法の能力をコントロールしながら卒業まで生き延びる姿を描く。同書は2020年9月29日にデル・レイから「死のエデュケーション」三部作の一作目として出版され、日本では井上里の翻訳で静山社から2021年8月10日に出版された。続編の『闇の覚醒』は米国で2021年9月28日に、日本では同じく井上訳で2022年11月7日に出版された。

## 設定
ノヴィクは、この本の中の学校にインスピレーションを与えたスコロマンスの伝説について説明して、「この学校を本当に恐ろしい場所として描いている……何年も暗闇の中に閉じ込められ、授業の答えは炎の文字で現れ、教師もおらず、外の世界との接触もない。恐ろしい考えです」と延べている。また、自著の中の学校が「ホグワーツの学校安全における明らかな欠陥を少し深刻に捉えようとする」ホグワーツの変種に少し似ているとも延べている。
ノヴィクの作品世界では魔法は実在のものだが「俗人」はほとんどそれを知覚することができない。すべての魔法使いが生み出し、使用する魔法のエネルギーであるマナのせいで、魔法の使い手はマナを食べる＜霊喰らい＞と呼ばれる魔物の危険に常にさらされている。＜霊喰らい＞（怪物）は特に思春期直後の若い魔法使いに惹かれので、魔法学校の外では若い魔法使いの20人に1人しか成人に達することはできない。魔法使いのエリートのコミュニティは魔法自治領として知られる構造物に住んでおり、怪物から守るのは簡単だが構築するのは難しく、そこへのアクセスは厳重に警備されていることから深い階級格差が生まれている。しかしながら、魔法自治領に住んでいる子供たちにも、思春期にには重大な危険にさらされる。
スコロマンスは魔法使いの子供たちが自分の身を守ることができるようになるまで、より安全な環境で魔法を学ぶことができる避難所として建てられた。学校は現実の外の空間である虚空に建てられており、そのため、知覚に近い多くの奇妙な特性を備えている。物理世界と繋がっているのは卒業ゲートだけである。生徒たちは14歳になると魔法でスコロマンスに転送され、4年後の卒業式の日にゲートを通って学校の外に出るまでは外界との接触はできない。ここには大人はおらず、生徒には学校自体からカリキュラム、教材、課題が与えられる。
スコロマンスの安全性は相対的なものである。魔法の結界と機構はほとんどの＜霊喰らい＞を防ぐことができるが全てではなく、生徒の半分は卒業するまでに命を落とす。生き残りの半分は、学校からゲートまで、何百匹もの怪物が集まる結界のないホールを走り抜けなければならない卒業式で命を落とす。生徒の在校期間のほとんどは、呪文を学び、マナを作り、生き延びるための同盟の構築に費やされる。

## あらすじ
エルはスコロマンスの3年生。フラッシュバックの中で、当時妊娠していた母親のグウェンが逃げるために、卒業式で父親が自らを犠牲にしたことが明らかになる。しかしながら、グウェンとエルは、エルの曾祖母がエルが魔法自治領を破壊する強力な凶者になるだろうと予言したことから父親の家族から拒絶される。グウェンはそんなことが起きるとは信じず、エルを望まない生き物から生命力を引き出す魔法であるマリアを決して使わないように育てた。グウェンは強力な治療師で有り、ほとんどすべての魔法自治領で歓迎されるが、魔法自治領に参加することを拒み、そのためエルは在校中に自分で居場所を勝ち取ろうと決心する。
学校がエルに学ばせる内容の多くは、明らかに予言を裏付ける暴力と破壊に適した黒魔術であり、エルは学校の勉強に手こずっている。さらに、ほとんどの生徒が本能的にエルを嫌い、避けているようで友人を作るのに苦労する。何度も仲間の生徒を攻撃から救っていることから非常に人気があり、怪物を殺してそのマナを取り込む珍しい能力を持つニューヨークの魔法自治領からきた少年、オリオン・レイクの目に留まる。オリオンは、当初エルがクラスメートの一人を殺した凶悪犯ではないかと疑い、注意深く観察していたので、エルが攻撃されたときに介入して真犯人を殺すことができ、その結果としてエルとオリオンはやや敵対的な友情を結ぶことことになる。二人が一緒に過ごすようになると、他の生徒たちもエルに対して温かく接するようになる。このような生徒たちの動機に冷笑的なエルは、以前から親切にしてくれていた数少ない生徒との友好な関係を維持し、自分の新しい利点を分かち合うようにする。こうして、エルはクラスメートのアアディヤやリューと親しくなってゆく。
ある日、エルがオリオンと図書館で勉強していると、閲覧室にいた生徒たちが一度に何匹もの怪物に襲われ、オリオンが慌てて助けに入る。エルはオリオンよりは用心深くあとを追い、＜目玉さらい＞が図書館から出て一年生の寮に向かうのを見つける。＜目玉さらい＞は、犠牲者を殺すのではなく自分の中で永遠に生かし続け苦しみを与える非常に危険な怪物で、エルの父親が卒業式で＜目玉さらい＞に食べられたことから同じ運命をたどることを恐れている。更に、魔法使いのサークル全体をもってしてもこの怪物を破壊することは事実上不可能だが、エルは自分の並外れた破壊適正で単独でも可能なのではないかと疑っている。自分の才能を発揮して閲覧室で＜目玉さらい＞を殺せば、魔法自治領の戦力になることを証明する機会になるが、危険で目撃者がいないのにもかかわらず怪物を破壊して1年生を救うことを選択する。エルは独立した魔法使いの生命を犠牲にして魔法自治領が享受する特権システムに剣を艦を抱いていることに気づいており、卒業後に魔法自治領に参加するつもりはない。そのため、自分が脅威とみなされないように力を隠していたい。アアディヤとリューにだけそのことを打ち明け、3人は翌年に向けて卒業同盟を結成する。
卒業式の数週間前、エルと仲間たちは学校が被害を受けていることを発見し、原因がオリオンであることを突き止める。オリオンが多くの生徒を救ったことで怪物の食物連鎖を見出し、残った怪物がより飢えて自暴自棄になっていた。このため、4年生のクラスは自分たちが非常に困難な卒業式に直面すると信じており、学校の防御を完全に破壊してより弱い立場の下級生を＜霊喰らい＞に襲わせれば自分たちが容易に逃げ出せると信じている。エルと仲間たちはその代わりに、これまでは危険すぎて挑戦する価値がないと取り組みと思われていた、卒業式の日に毎年ホールを掃除するために設置されていたが長年使われなくなっていた機械を学生チームが修理することを提案する。エルとオリオンは、作業チームとともに最下層に降り、チームが作業できるように攻撃してくる怪物を撃退する。上級生は機械が修理できたと言うとゲートに向かって走り、エルとオリオンは計画がうまく行ったのか知ることもなく学校に戻る。
その日の午後、入学式が行われている間、新入生がエルにオリオンには近寄るなという母親からのメモを持ってくる。

## 評価
ピッツバーグ・ポスト＝ガゼット紙のジョン・ヤングは「明確で微妙なリアリティのあるの世界」と、物語が「現実世界の状況とスコロマンスの生活を融合させている」と絶賛した。ローカス誌に寄稿したエイドリアン・マルティーニは、「ノヴィクの軽いタッチ、暗い奇抜さそしてユーモアのセンスはやめられないものになっている」と書いている。パブリッシャーズ・ウィークリー誌はこの昨日を「ファンタジー・ファン必読」と呼んでいる。
カーカス・レビュー誌はあまり肯定的ではなく、「エルの態度の悪さと、絶え間なく情報を放出することがノヴィクの主人公を好きになりにくくしている」と延べている。
『闇の魔法学校』は2021年のロードスター賞をの最終選考に残った。
「死のエデュケーション」三部作はユニバーサル・ピクチャーズによる映画化が決定している
。

## 多様性に関連の批判
Tor.comのマフヴェシュ・ムラードはこの小説の多様性を「強制的」と呼び、「多くの有色人種の読者（特に、私も含むデシの読者）にとって、エルの家族的背景や、彼女がなぜ父親の家族と連絡を取らないのかを読むことで多少の不快感を持つだろう」と述べた
。
主人公がドレッドヘアは虫のような魔法の生き物に侵入されやすいと描写する小説の一節は、黒髪に対する否定的な固定観念を広めるものとして批判された。ウェブサイトの Themarysue.com は、「黒髪のヘアスタイルをこのように無神経な方法で描写したファンタジー小説を目にするのは非常に残念であり、たしかに……見るに値する表現とは言えない」と述べた。ノヴィクは今後の版から「ドレッドヘア」の一節を削除することを約束し、公式に謝罪した。
この小説に関してさらに多様性に関連する問題が指摘された一方で、「エルがインド人との関係を欠いているのは、ノヴィクの怠慢と、正真正銘のアジア人キャラクターを描こうとしない姿勢であるというのは不当だ」とノヴィクを擁護する声もあった。